# مثلث مقعدی
مثلث مقعدی (به انگلیسی: Anal triangle) قسمت عقب پرینه است. این شامل مجرای مقعدی است.

## ساختار
مثلث مقعدی را می‌توان با رئوس یا اضلاع آن تعریف کرد.
- رگه‌ها
  - یک برآمدگی در استخوان دنبالچه
  - دو توبروزیت ایسکیال استخوان لگن
- طرفین
  - غشای پرینه (مرز خلفی غشای پرینه، مرز قدامی مثلث مقعد را تشکیل می‌دهد)
  - دو رباط ساکروتوبروس

## فهرست
برخی از اجزای مثلث مقعدی عبارتند از:
- حفره ایسکیوآنال
- بدنه آنوکوکسیژیال
- رباط ساکروتوبروس
- رباط ساکروسپینوس
- عصب پودندال
- سرخرگ پودندال داخلی و سیاهرگ پودندال داخلی
- مجرای مقعد
- ماهیچه‌ها
  - اسفنکتر بیرونی مقعد
  - ماهیچه گلوتئوس ماکسیموس
  - ماهیچه سدادی درونی
  - ماهیچه بالابرنده مقعد
  - ماهیچه دنبالچه‌ای

## نگارخانه

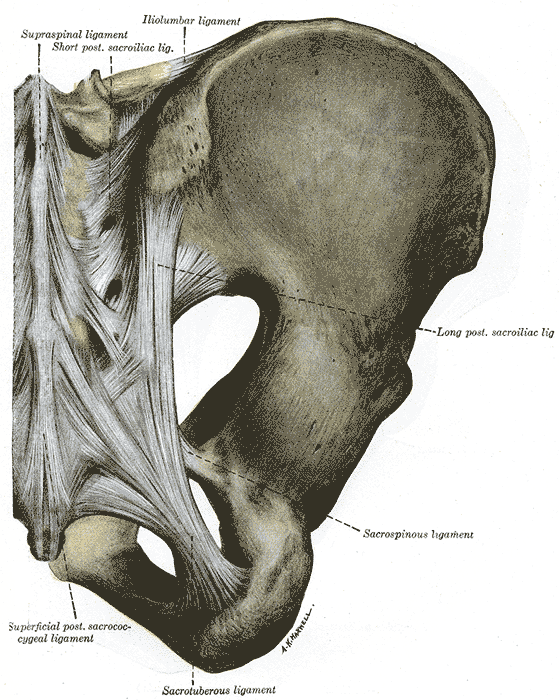
مفاصل لگن. نمای عقب.
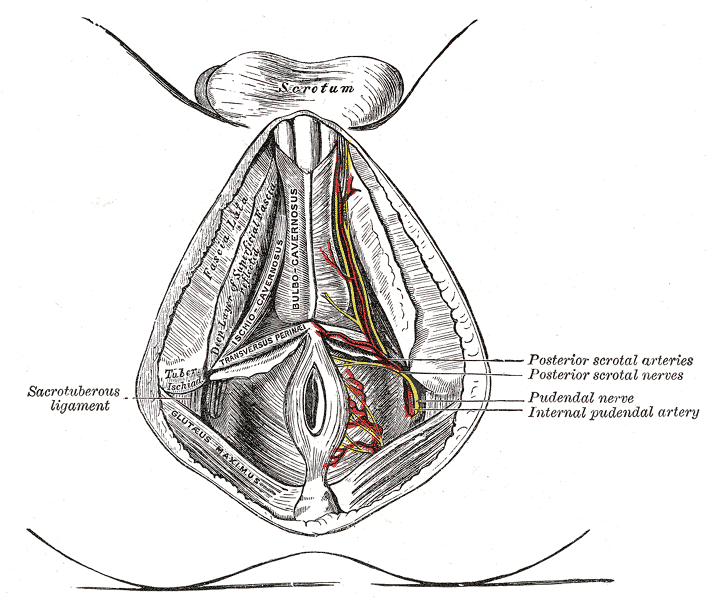
عصب‌های سطحی شریان پودندال داخلی.
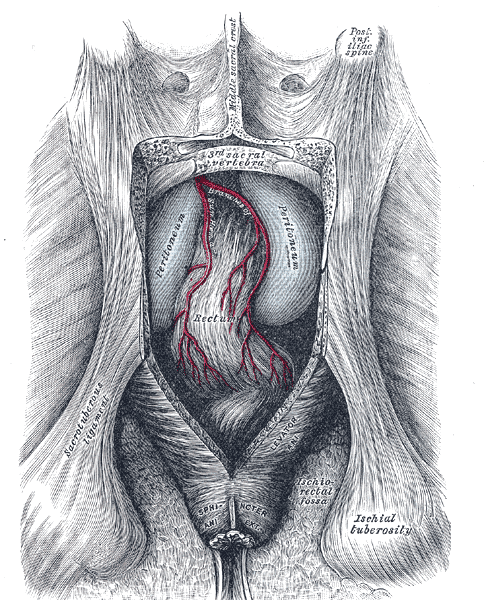
قسمت عقب راست روده با برداشتن قسمت پایین ساکروم و دنبالچه آشکار شده‌است.